# Bloody
Bloody ([ˈblʌdi], дословно рус. кровавый) — бранное слово в британском английском языке, примерно соответствующее русским ругательствам чёртов, грёбаный. Аналогичные бранные слова есть также в немецком (нем. blutig) и французском (фр. sanglant) языках. Существует несколько версий происхождения инвективного значения этого слова — редуцирование божбы, заимствование из кельтских, немецкого или русского языков, от  названия золотой молодёжи в XVII веке — bloods, а также как результат табуирования понятия крови.
Слово также используется в том же значении в австралийском английском, новозеландском английском и прочих странах Содружества. В американском английском слово не распространено и считается стереотипичным признаком британского английского.
До XIX века это слово было несильным эмоциональным восклицанием, наиболее строго табуировано оно было в Викторианскую эпоху, а в первой половине XX века происходит снижение шокирующей силы этого ругательства. В конце XX — начале XXI века происходит его постепенная междометизация.
Синтаксически слово bloody занимает промежуточное положение между вводными словами и членами предложения и может функционировать как в качестве определения, так и в качестве обстоятельства. Морфологически ему более свойственны качества наречия, чем прилагательного. Наряду с другими эксплетивами bloody может выступать в качестве инфикса, то есть «вклиниваться» внутрь других слов. Семантически оно обычно служит для выражения недовольства, но это недовольство не всегда направлено на определяемое им существительное, а при передаче чужой речи недовольство выражает говорящий, а не тот, чью речь передают.

## Происхождение
Происхождение бранного значения слова bloody достоверно неизвестно, однако существует несколько версий.
1. Происхождение от божбы By Our Lady (рус. [Клянусь] Божьей матерью) или богохульства God's blood (рус. Кровь Господня), что, по мнению американского лингвиста Джеффри Хьюза, является маловероятным[9]. Божба не может занимать в предложении позицию, характерную для bloody — можно сказать Shut your bloody mouth, но не Shut your By Our Lady mouth*[10].
2. Имеются также попытки объяснить происхождение инвективного значения слова bloody заимствованием из немецкого, кельтских или русского (от созвучного слова блядь) языков, что, однако, не объясняет его большой шокирующей силы[11].
3. Выдвигаются предположения о происхождении bloody от bloods — существительного XVII века, означающего золотую молодёжь аристократического происхождения, которая была известна распутным поведением[12]. Они, однако, не объясняют, почему bloody является более шокирующим, чем исчезнувшее в XVII веке bloods[13]. Кроме того, эти версии не объясняют существования аналогичных ругательств в немецком и французском языках[14].
4. В. И. Жельвис и Стивен Пинкер независимо выдвинули предположение о том, что ругательство bloody непосредственно восходит к слову blood (рус. кровь). При этом Пинкер связывает это предположение с представлением о нечистоте крови, особенно менструальной[7], а Жельвис — с понятием о крови как вместилище души[13].

## История
Уже в XVII веке слово bloody употребляется в контекстах, позволяющих предположить как буквальное, так и бранное значение, к примеру, драматург Шадуэлл писал о «bloody hands of critics», что можно понимать и как «обагрённые кровью [писателей] руки критиков», и как «чёртовы руки критиков». В XVIII — первой половине XIX века в Англии слово bloody не было непристойным, не имело резко отрицательных коннотаций и носило характер слабого эмоционального восклицания. Оно было распространено в буржуазной и образованной среде. Так, Джонатан Свифт писал своей знакомой: «It was bloody hot walking today». Однако позднее слово получило распространение среди простонародья, что привело к резкому падению его статуса и жёсткому табуированию среди средних и высших классов. Наиболее сильным это табу стало в Викторианскую эпоху. В это время происходит распространение слова bloody в резко непристойном значении по всей Британской империи, особенно в Австралии и Новой Зеландии. В начале XX века табу постепенно смягчается. Так, в 1914 году большой ажиотаж в прессе вызвала пьеса Бернарда Шоу «Пигмалион», в которой Стелла Кэмпбелл в роли Элизы Дулиттл произнесла со сцены фразу «Not bloody likely!», однако впоследствии некоторые режиссёры заменяли эту фразу на более грубые варианты, например «Move your bloomin' arse!» Особенно сильно ослабела оскорбительность этого слова после Второй мировой войны. Так, из 56 человек, опрошенных газетой Guardian в 1991 году, 47 сочли его допустимым в телепередачах.
В США слово bloody воспринималось менее резко, чем в Англии, а в конце XX — начале XXI века превращается в междометие, хотя оттенок табуированности сохраняется. Так, американский журналист Генри Луис Менкен в 1937 году привёл пример диалога между двумя рабочими у избирательного плаката, в котором один из них на вопрос «Что означает лозунг „One man, one vote“» отвечает: «One bloody man, one bloody vote» и отметил, что два бессмысленных слова сделали политический лозунг более понятным.

## Грамматические и семантические особенности
Слово bloody является эксплетивом, то есть занимает промежуточное положение между вводными словами и членами предложения и предназначено для выражения эмоций. Его аффективное содержание преобладает над предметно-логическим значением, поэтому оно является логически избыточным компонентом высказывания. Однако часто оно функционирует как определение (bloody fool) или обстоятельство-интенсификатор (bloody well). В отличие от вводных слов, эксплетивы, в частности bloody, не выделяются ни интонационно при произношении, ни знаками препинания при письме. В отличие от настоящих прилагательных, эксплетивы в английском языке не позволяют заменить фразу типа «иксовый игрек» семантически равноценной ей фразой «игрек, обладающий свойством икс». Так, фразу Drown the lazy cat (рус. Утопи ленивую кошку) можно заменить равноценной ей фразой Drown the cat which is lazy (рус. Утопи кошку, которая ленится). Однако при замене Drown the bloody cat (рус. Утопи чёртову кошку) на Drown the cat which is bloody* (рус. Утопи кошку, которая покрыта кровью*) происходит искажение смысла высказывания. Аналогично искажается смысл и во фразах The cat seemed bloody* (рус. Кошка казалась кровавой*), How bloody was the cat?* (рус. Насколько кровава кошка?*). Невозможны и сочетания эксплетивов (в том числе bloody) с наречиями типа very (рус. очень). Это позволяет Стивену Пинкеру предположить, что эксплетивы в английском языке обладают свойствами наречий, а не прилагательных.
Наряду с другими эксплетивами слово bloody может выступать в роли инфикса, вклиниваясь в середину слова или неразрывного словосочетания, например abso-bloody-lutely (рус. абсо, бля, лютно), fan-bloody-tastic (рус. фан, бля, тастика).
Семантически bloody обычно выражает неодобрение, однако это неодобрение часто относится не к существительному, которое оно определяет, а к ситуации. Например, в ответе на вопрос «Почему английская еда такая невкусная?» — «Because we had а bloody empire to run, you see?» (рус. Потому что нам надо грёбаной империей управлять, понимаете?) интервьюируемый выражает раздражение не империей, а вопросом корреспондента. При передаче чужой речи недовольство выражает именно говорящий, а не тот, чью речь он передаёт. Во фразе Sam says that his landlord is bloody scoutmaster (рус. Сэм говорит, что его домовладелец — чёртов предводитель скаутов) недовольство предводителями скаутов выражает говорящий, а не Сэм. Это объясняется тем, что bloody стало эксплетивом, заменив другое табуированное слово, например богохульства damned и God-damned.